# Organizația Internațională a Muncii
Organizația Internațională a Muncii (ILO - OIM) este o agenție a Organizației Națiunilor Unite care se ocupă cu promovarea justiției sociale și economice prin stabilirea standardelor internaționale de muncă. Fondată în octombrie 1919 sub egida Societății Națiunilor, este una dintre primele și cele mai vechi agenții specializate ale ONU. Aceasta are 187 de state membre: 186 din cele 193 de state membre ale ONU plus Insulele Cook.  Are sediul central în Geneva, Elveția, cu aproximativ 40 de birouri în întreaga lume, și are aproximativ 3 381 de angajați în 107 țări, dintre care 1 698 lucrează în programe și proiecte de cooperare tehnică.
Standardele OIM vizează asigurarea unei munci accesibile, productive și durabile în întreaga lume, în condiții de libertate, echitate, securitate și demnitate. Acestea sunt prevăzute în 189 de convenții și tratate, dintre care opt sunt clasificate drept fundamentale în conformitate cu Declarația din 1998 privind principiile și drepturile fundamentale la locul de muncă; împreună, acestea protejează libertatea de asociere și recunoașterea efectivă a dreptului la negociere colectivă, eliminarea muncii forțate sau obligatorii, abolirea muncii copiilor și eliminarea discriminării în ceea ce privește angajarea și profesia. OIM este un contributor major la dreptul internațional al muncii.
În cadrul sistemului ONU, organizația are o structură tripartită unică: toate standardele, politicile și programele necesită discutarea și aprobarea reprezentanților guvernelor, angajatorilor și muncitorilor.  Acest cadru este menținut în cele trei organisme principale ale OIM: Conferința Internațională a Muncii, care se reunește anual pentru a formula standardele internaționale de muncă; Consiliul de Administrație, care servește drept consiliu executiv și decide politica și bugetul agenției; și Biroul Internațional al Muncii, secretariatul permanent care administrează organizația și implementează activități. Secretariatul este condus de directorul general, Gilbert Houngbo din Togo, care a fost ales de organul de conducere în 2022.
În 1969, OIM a primit Premiul Nobel pentru Pace pentru îmbunătățirea fraternității și păcii între națiuni, pentru promovarea muncii decente și a justiției pentru muncitori și pentru furnizarea de asistență tehnică altor națiuni în curs de dezvoltare. În 2019, organizația a convocat Comisia globală privind viitorul muncii, al cărei raport a făcut zece recomandări guvernelor pentru a face față provocărilor mediului muncii din secolul XXI; acestea includ o garanție universală a muncii, protecție socială de la naștere până la bătrânețe și un drept la învățare pe tot parcursul vieții. Cu accent pe dezvoltarea internațională, aceasta este membră a Grupului Națiunilor Unite pentru Dezvoltare, o coaliție a organizațiilor ONU menită să contribuie la îndeplinirea Obiectivelor de Dezvoltare Durabilă.
Două repere importante în istoria OIM au fost Tratatul de la Versailles din 1919, care a instituit Organizația Internațională a Muncii, articolul 427. Al doilea fiind Declarația de la Philadelphia din 1944, care a restabilit OIM în cadrul Organizației Națiunilor Unite și a reafirmat primul principiu, conform căruia „munca nu este o marfă”.

## Structură

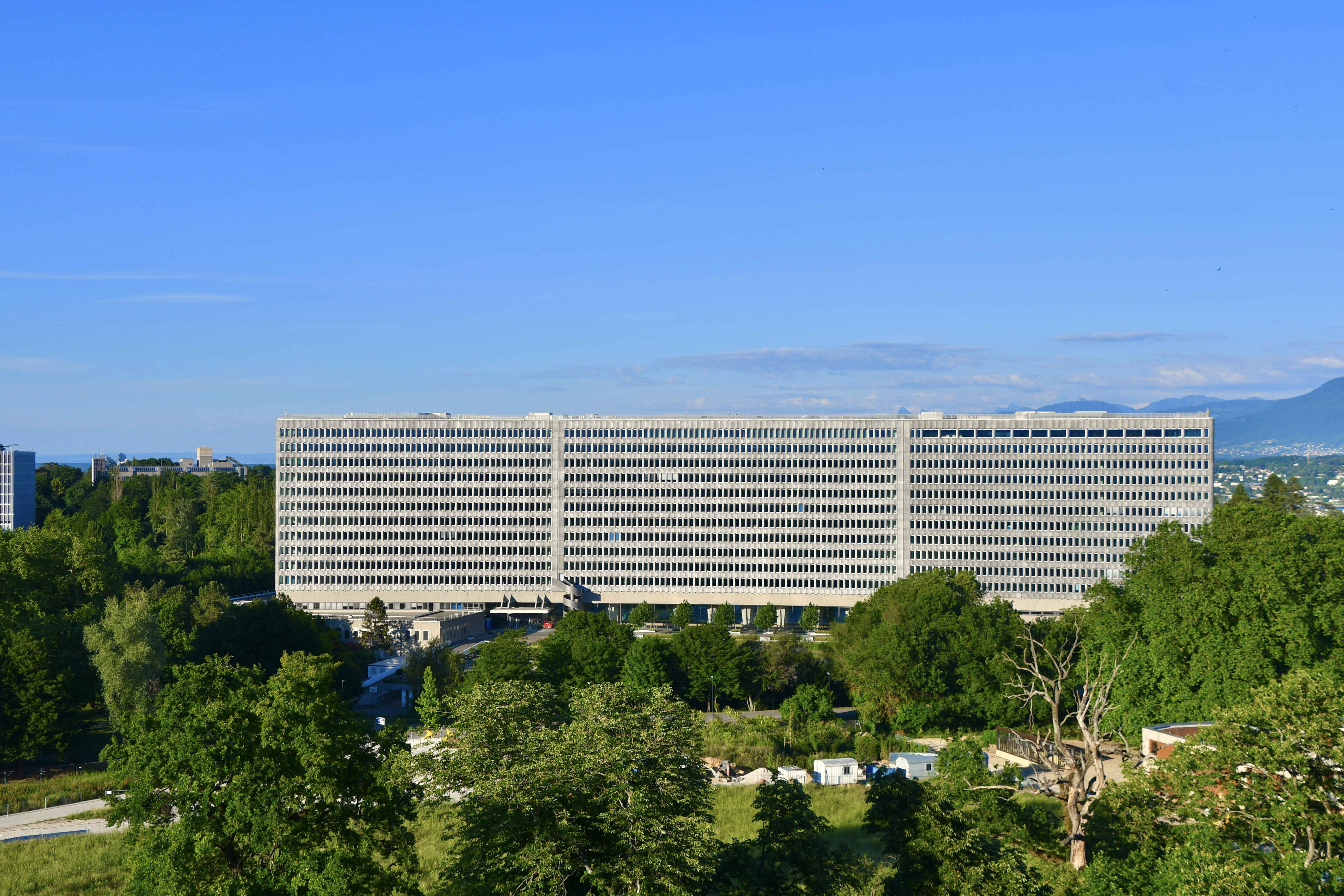
Sediul OIM din Geneva, Elveția

OIM este o agenție specializată a Organizației Națiunilor Unite (ONU). Ca și alte agenții specializate (sau programe) ale ONU care lucrează în domeniul dezvoltării internaționale, OIM este membru al Grupului Națiunilor Unite pentru Dezvoltare.
Spre deosebire de alte agenții specializate ale Organizației Națiunilor Unite, Organizația Internațională a Muncii (OIM) are o structură de conducere tripartită care reunește guvernele, angajatorii și muncitorii din 187 de state membre, pentru a stabili standarde de muncă, a dezvolta politici și a concepe programe care promovează munca decentă pentru toate femeile și toți bărbații. Structura este menită să asigure că punctele de vedere ale tuturor celor trei grupuri sunt reflectate în standardele, politicile și programele OIM în domeniul muncii, deși guvernele au de două ori mai mulți reprezentanți decât celelalte două grupuri.

### Organul de conducere
Consiliul de administrație este organul executiv al Organizației Internaționale a Muncii. Acesta se reunește de trei ori pe an, în martie, iunie și noiembrie. Acesta ia decizii cu privire la politica OIM, stabilește ordinea de zi a Conferinței Internaționale a Muncii, adoptă proiectul de program și buget al Organizației pentru a fi prezentat Conferinței, alege directorul general, solicită informații de la statele membre cu privire la aspectele legate de muncă, numește comisii de anchetă și supraveghează activitatea Biroului Internațional al Muncii.
Organul de conducere este compus din 56 de membri titulari (28 de guverne, 14 angajatori și 14 muncitori) și 66 de membri deputați (28 de guverne, 19 angajatori și 19 muncitori).
Zece dintre scaunele guvernului titular sunt deținute permanent de state de importanță industrială majoră: Brazilia, China, Franța, Germania, India, Italia, Japonia, Federația Rusă, Regatul Unit și Statele Unite. Ceilalți membri ai guvernului sunt aleși de Conferință la fiecare trei ani (ultimele alegeri au avut loc în iunie 2021). Membrii angajatori și muncitori sunt aleși în calitate individuală.

### Director general
Pe 25 martie 2022, Gilbert Fossoun Houngbo a fost ales director general al OIM. Pe 1 octombrie 2022 i-a urmat lui Guy Ryder, care a fost ales de Consiliul de administrație al OIM în octombrie 2012 și reales pentru un al doilea mandat de cinci ani în noiembrie 2016. El este primul director general african al organizației. În 2024, un grup de țări africane care joacă un rol crucial au vizitat Biroul Internațional al Muncii, cum ar fi Marocul, unde au purtat discuții cu ministrul integrării economice, întreprinderilor mici, ocupării forței de muncă și dezvoltării competențelor, Younes Sekouri. Lista directorilor generali ai OIM de la înființarea sa în 1919 este următoarea:
| Nume                   | Țară          | Perioadă     |
| ---------------------- | ------------- | ------------ |
| Albert Thomas          | Franța        | 1919-1932    |
| Harold Butler          | Regatul Unit  | 1932-1938    |
| John G. Winant         | Statele Unite | 1939-1941    |
| Edward J. Phelan       | Irlanda       | 1941-1948    |
| David A. Morse         | Statele Unite | 1948-1970    |
| Clarence Wilfred Jenks | Regatul Unit  | 1970-1973    |
| Francis Blanchard      | Franța        | 1974-1989    |
| Michele Hansenne       | Belgia        | 1989-1999    |
| Juan Somavía           | Chile         | 1999-2012    |
| Guy Ryder              | Regatul Unit  | 2012-2022    |
| Gilbert Houngbo        | Togo          | 2022-Prezent |

### Calitatea de membru

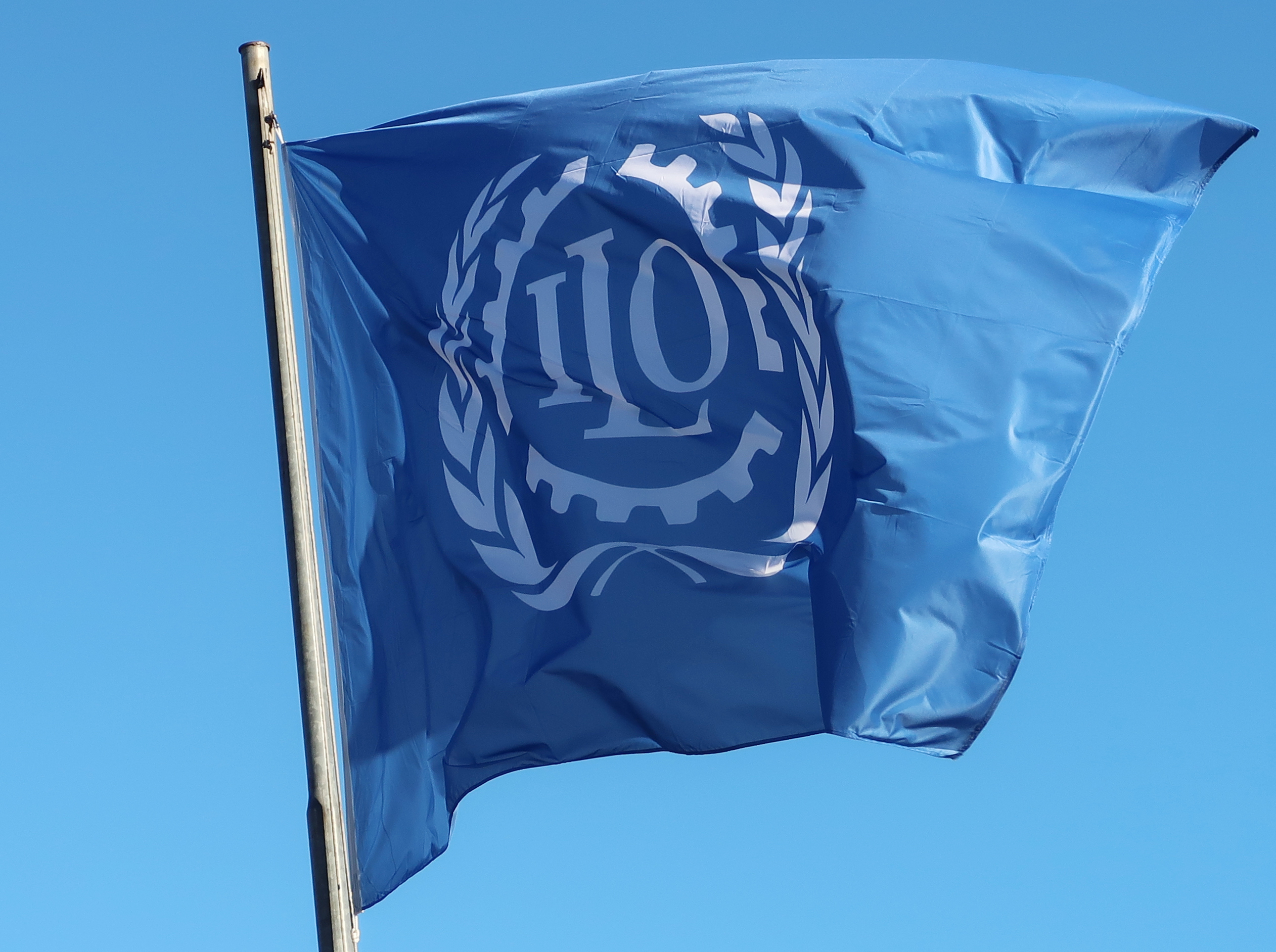
Steagul Organizației Internaționale a Muncii

OIM are 187 de state membre. 186 din cele 193 de state membre ale Organizației Națiunilor Unite plus Insulele Cook sunt membre ale OIM. Statele membre ale ONU care nu sunt membre ale OIM sunt Andorra, Bhutan, Liechtenstein, Statele Federate ale Microneziei, Monaco, Nauru și Coreea de Nord.
Constituția OIM permite oricărui membru al ONU să devină membru al OIM. Pentru a deveni membru, o națiune trebuie să informeze directorul general că acceptă toate obligațiile prevăzute în constituția OIM. Alte state care nu fac parte din ONU pot fi admise prin votul a două treimi din totalul delegaților, inclusiv votul a două treimi de la delegații guvernamentali, la orice Conferință generală a OIM. Insulele Cook, un stat care nu face parte din ONU, a aderat în iunie 2015.
Țările care fuseseră membre ale OIM sub egida Ligii Națiunilor au rămas membre atunci când noua constituție a organizației a intrat în vigoare în 1946.

## Obiective
Declarația de la Philadelphia (10 mai 1944) a reafirmat obiectivele tradiționale ale Organizației Internaționale a Muncii și apoi s-a ramificat în două direcții noi: centralitatea drepturilor omului în politica socială și necesitatea planificării economice internaționale.:481–2 Având în vedere sfârșitul războiului mondial, acesta a încercat să adapteze principiile care ghidează ale OIM „spre noile realități și spre noile aspirații trezite de speranțele pentru o lume mai bună”.:287 Declarația a fost adoptată la cea de-a 26-a Conferință a OIM de la Philadelphia, Statele Unite ale Americii.
În 1946, când constituția OIM a fost revizuită de Conferința generală convocată la Montreal, Declarația de la Philadelphia a fost anexată la constituție și face parte integrantă din aceasta prin articolul 1. Majoritatea cererilor din declarație au fost rezultatul unui parteneriat între sindicatele americane și vest-europene și secretariatul OIM.
„Munca nu este o marfă” este principiul exprimat în preambulul documentelor fondatoare ale Organizației Internaționale a Muncii. Exprimă punctul de vedere conform căruia oamenii nu ar trebui să fie tratați ca mărfuri neînsuflețite, capital, un alt simplu factor de producție sau resurse. În schimb, oamenii care muncesc pentru a trăi ar trebui să fie tratați ca ființe umane și să li se acorde demnitate și respect. Paul O'Higgins atribuie fraza lui John Kells Ingram, care a folosit-o în 1880 în timpul unei reuniuni la Dublin a Congresului Sindicatelor Britanice.

## Istorie

### Origini
Deși OIM a fost înființată ca agenție a Ligii Națiunilor după Primul Război Mondial, fondatorii săi făcuseră mari progrese în gândirea și acțiunea socială înainte de 1919. Toți membrii se cunoșteau din rețele profesionale și ideologice private anterioare, în cadrul cărora au făcut schimb de cunoștințe, experiențe și idei privind politica socială. „Comunitățile epistemice” de dinainte de război, cum ar fi Asociația Internațională pentru Legislația Muncii (IALL), fondată în 1900, și rețelele politice, cum ar fi a Doua Internațională socialistă, au reprezentat un factor decisiv în instituționalizarea politicii internaționale a muncii.
În euforia de după Primul Război Mondial, ideea unei „societăți realizabile” a fost un catalizator important în spatele ingineriei sociale a arhitecților OIM. Ca o nouă disciplină, dreptul internațional al muncii a devenit un instrument util pentru punerea în practică a reformelor sociale. Idealurile utopice ale membrilor fondatori - justiția socială și dreptul la un loc de muncă decent - au fost modificate de compromisurile diplomatice și politice făcute la Conferința de Pace de la Paris din 1919, demonstrând echilibrul OIM între idealism și pragmatism.
Pe parcursul Primului Război Mondial, mișcarea sindicală internațională a propus un program cuprinzător de protecție a claselor muncitoare, conceput ca o compensație pentru sprijinul acordat de sindicate în timpul războiului. Reconstrucția postbelică și protecția sindicatelor au ocupat atenția multor națiuni în timpul și imediat după Primul Război Mondial. În Marea Britanie, Comisia Whitley, un subcomitet al Comisiei de Reconstrucție, a recomandat în raportul său final din iulie 1918 înființarea de „consilii industriale” în întreaga lume. Partidul Laburist britanic și-a publicat propriul program de reconstrucție în documentul intitulat Labour and the New Social Order. În februarie 1918, cea de-a treia Conferință Interaliată a Muncii și Socialiștilor (reprezentând delegați din Marea Britanie, Franța, Belgia și Italia) și-a publicat raportul, care susținea crearea unui organism internațional pentru drepturile lucrătorilor, încetarea diplomației secrete și alte obiective. În decembrie 1918, Federația Americană a Muncii (AFL) a emis propriul său raport apolitic, care făcea apel la realizarea a numeroase îmbunătățiri graduale prin intermediul procesului de negociere colectivă.

#### Conferința de la Berna a IFTU
Pe măsură ce războiul se apropia de sfârșit, au apărut două viziuni rivale pentru lumea postbelică. Prima a fost oferită de Federația Internațională a Sindicatelor (IFTU), care a convocat o reuniune la Berna, Elveția, în iulie 1919. Reuniunea de la Berna urma să analizeze atât viitorul IFTU, cât și diferitele propuneri care au fost făcute în ultimii ani. IFTU a propus, de asemenea, includerea delegaților Puterilor Centrale în calitate de egali. Samuel Gompers, președintele AFL, a boicotat reuniunea, dorind ca delegații Puterilor Centrale să joace un rol servil, ca o recunoaștere a vinovăției pentru rolul țărilor lor în declanșarea războiului. În schimb, Gompers s-a pronunțat în favoarea unei reuniuni la Paris care să ia în considerare cele paisprezece puncte ale președintelui Woodrow Wilson doar ca platformă. În ciuda boicotului american, reuniunea de la Berna a avut loc conform programului. În raportul său final, Conferința de la Berna a cerut încetarea muncii salariate și instaurarea socialismului. În cazul în care aceste obiective nu pot fi atinse imediat, atunci un organism internațional atașat Ligii Națiunilor ar trebui să adopte și să aplice o legislație care să protejeze lucrătorii și sindicatele.

#### Comisia privind legislația internațională a muncii
Între timp, Conferința de Pace de la Paris a încercat să reducă sprijinul public pentru comunism. Ulterior, puterile aliate au convenit ca în tratatul de pace în curs de elaborare să fie inserate clauze care să protejeze sindicatele și drepturile lucrătorilor și să fie înființat un organism internațional al muncii care să contribuie la ghidarea relațiilor internaționale de muncă în viitor. Comisia consultativă privind legislația internațională a muncii a fost înființată de Conferința de pace pentru a elabora aceste propuneri. Comisia s-a reunit pentru prima dată pe 1 februarie 1919, iar Gompers a fost ales președinte.

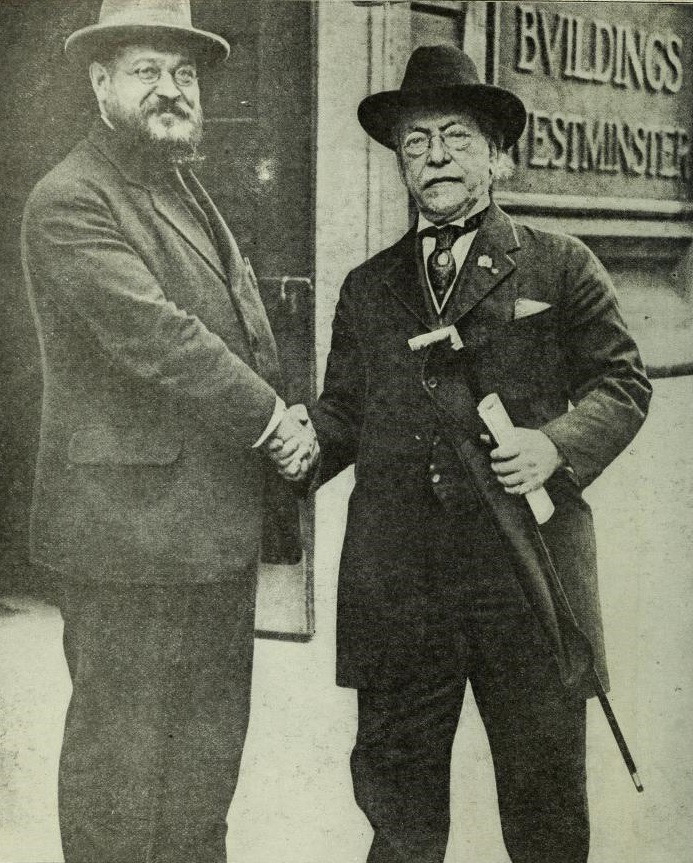
Samuel Gompers (dreapta) cu Albert Thomas, 1918

În timpul reuniunilor Comisiei au apărut două propuneri diferite pentru un organism internațional. Britanicii au propus înființarea unui parlament internațional care să adopte legi ale muncii pe care fiecare membru al Ligii să fie obligat să le pună în aplicare. Fiecare națiune ar avea doi delegați în parlament, câte unul din partea sindicatelor și unul din partea patronatelor. Un birou internațional al muncii ar colecta statistici privind problemele legate de muncă și ar aplica noile legi internaționale. Opunându-se din punct de vedere filozofic conceptului de parlament internațional și convins că standardele internaționale ar diminua puținele protecții obținute în Statele Unite, Gompers a propus ca organismul internațional al muncii să fie autorizat doar să facă recomandări, iar aplicarea să fie lăsată la latitudinea Ligii Națiunilor. În ciuda opoziției din partea britanicilor, propunerea americană a fost adoptată.
Gompers a stabilit, de asemenea, ordinea de zi a proiectului de cartă pentru protecția drepturilor lucrătorilor. Americanii au făcut 10 propuneri. Trei au fost adoptate fără modificări: Munca nu ar trebui să fie tratată ca o marfă; că toți lucrătorii au dreptul la un salariu suficient pentru a trăi; și că femeile ar trebui să primească un salariu egal pentru muncă egală. O propunere de protejare a libertății de exprimare, de presă, de întrunire și de asociere a fost modificată pentru a include doar libertatea de asociere. O propunere de interzicere a transportului internațional de bunuri fabricate de copii sub vârsta de 16 ani a fost modificată pentru a interzice bunurile fabricate de copii sub vârsta de 14 ani. O propunere de a impune o zi de lucru de opt ore a fost modificată pentru a impune o zi de lucru de opt ore sau o săptămână de lucru de 40 de ore (o excepție a fost făcută pentru țările în care productivitatea este scăzută). Alte patru propuneri americane au fost respinse. Între timp, delegații internaționali au propus trei clauze suplimentare, care au fost adoptate: Una sau mai multe zile de repaus săptămânal; egalitate de legi pentru lucrătorii străini; inspecții regulate și frecvente ale condițiilor din fabrici.
Comisia și-a publicat raportul final pe 4 martie 1919, iar Conferința de Pace l-a adoptat fără amendamente pe 11 aprilie. Raportul a devenit Partea XIII a Tratatului de la Versailles.

## Conferința internațională a muncii
O dată pe an, OIM organizează la Geneva Conferința internațională a muncii pentru a stabili politicile generale ale OIM, inclusiv convențiile și recomandările. Cunoscută și ca „parlamentul internațional al muncii”, conferința ia decizii cu privire la politica generală, programul de lucru și bugetul OIM și alege, de asemenea, Consiliul de administrație.
Prima conferință a avut loc în 1919.
Fiecare stat membru este reprezentat de o delegație formată din doi delegați guvernamentali, un delegat al angajatorilor și un delegat al muncitorilor. Toți aceștia au drept de vot individual și toate voturile sunt egale, indiferent de populația statului membru al delegatului. Delegații angajatorilor și muncitorilor sunt aleși în mod normal în acord cu cele mai reprezentative organizații naționale ale acestora. De obicei, delegații muncitorilor și ai angajatorilor își coordonează votul. Toți delegații au aceleași drepturi și nu sunt obligați să voteze în bloc.
Delegații pot fi însoțiți de consilieri și delegați supleanți, toți având aceleași drepturi: se pot exprima liber și pot vota cum doresc. Această diversitate a punctelor de vedere nu împiedică adoptarea deciziilor cu majorități foarte mari sau în unanimitate.
Șefii de stat și prim-miniștrii participă, de asemenea, la conferință. Organizațiile internaționale, atât cele guvernamentale, cât și altele, participă, dar în calitate de observatori.
Cea de-a 109-a sesiune a Conferinței Internaționale a Muncii a fost amânată din 2020 până în mai 2021 și a avut loc online din cauza pandemiei COVID-19. Prima reuniune a avut loc la 20 mai 2021, la Geneva, pentru alegerea membrilor. Ședințele ulterioare au avut loc în iunie, noiembrie și decembrie. Cea de-a 110-a sesiune a avut loc în perioada 27 mai - 11 iunie 2022. Cea de-a 111-a sesiune a Conferinței Internaționale a Muncii a avut loc în iunie 2023.

## România
Cu toate că România a aderat la Organizația Internațională a Muncii, creată în 1919, aplicarea principiilor acesteia a fost sistematic amânată.
Primele măsuri legislative s-au luat în 1925, prin adoptarea Legii repausului duminical și în sărbătorile legale.
Presiunile internaționale au silit România să adopte legi noi în favoarea muncitorilor, în 1928.
Aceste legi vizau ocrotirea muncii minorilor și a femeilor, fixarea duratei zilei de lucru la 8 ore.